# Јулу језик
Јулу језик је језик из породице нило-сахарских језика, источносуданска грана. Њиме се служи око 3.000 становика у вилајету Западни Бахр ел Газал у Јужном Судану, приближно 4.000 становника Централноафричке Републике и неколико појединаца у ДР Конгу. Састоји се из неколико дијалеката, а језик говоре народи Јулу и Бинга.